# كلود بابي
كلود بابي (بالفرنسية: Claude Papi)‏ (مواليد 16 أبريل 1949) هو لاعب كرة قدم. يلعب مع منتخب فرنسا لكرة القدم. سبق له أن لعب في كأس العالم لكرة القدم مع منتخب بلاده.

## مسيرته الكروية
لعب كلود بابي خلال مسيرته الاحترافية مع نادِ واحدٍ في خمسة عشر موسمًا وسجل خلالها 115 هدف ضمن 410 مباراة. حيث فاز في موسم واحد بالكأس ولم يفز بأي دوري.
خاض كلود بابي مسيرته مع نادي باستيا في موسم 1967–68 ليلعب معه خمسة عشر موسمًا، مشاركًا في 410 مباراة سجل خلالها 115 هدف.

## روابط خارجية
- كلود بابي على موقع الاتحاد الدولي (مؤرشف)  (الإنجليزية)
- كلود بابي على موقع قاعدة بيانات كرة القدم.إي يو (الإنجليزية)
- كلود بابي على موقع ليكيب (الفرنسية)
- كلود بابي على موقع ناشيونال فوتبول تيمز (الإنجليزية)
- كلود بابي على موقع عالم كرة القدم.نت (الإنجليزية)